# Nhật thực 21 tháng 6, 2020
Nhật thực hình khuyên đã xảy ra vào ngày 21 tháng 6 năm 2020.  Nhật thực xảy ra khi Mặt Trăng đi qua giữa Trái Đất và Mặt Trời, do đó hoàn toàn hoặc một phần Mặt Trăng che khuất Mặt Trời tại một số nơi trên Trái Đất. Nhật thực hình khuyên xảy ra khi đường kính góc của Mặt Trăng nhỏ hơn Mặt Trời, chặn lại hầu hết ánh sáng của Mặt Trời và khiến Mặt Trời trông giống như hình vành khuyên (hình như chiếc nhẫn). Nhật thực hình khuyên xuất hiện dưới dạng nhật thực một phần trên một khu vực rộng hàng nghìn km trên Trái Đất.
Nhật thực này xảy ra một năm âm lịch sau thiên thực ngày 02 tháng 7 năm 2019.
Việt Nam nằm trong vùng nhật thực một phần, tăng dần từ Nam ra Bắc. Thời gian xảy ra nhật thực bắt đầu từ khoảng 13 giờ 15 phút đến khoảng 19 giờ 20 phút. Nơi quan sát nhật thực một phần cực đại rõ nhất ở Việt Nam là ở biên giới phía Bắc giáp Trung Quốc và một phần Lào.
Tại Thành phố Hồ Chí Minh xảy ra bắt đầu lúc 13 giờ 37 phút, bắt đầu cực đại lúc 15 giờ 05 phút, kết thúc lúc 16 giờ 18 phút.

## Hình ảnh

Đường đi phác thảo

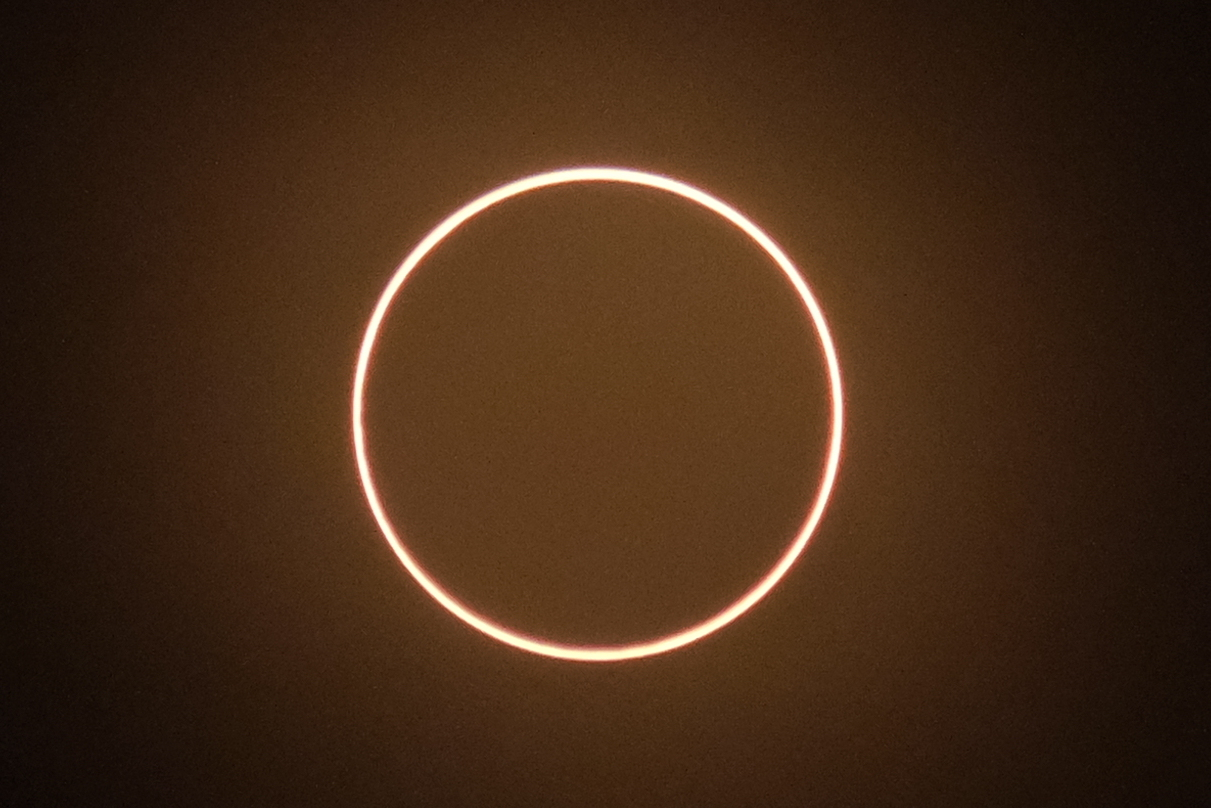
Hình ảnh nhật thực hình khuyên tại Đài Loan

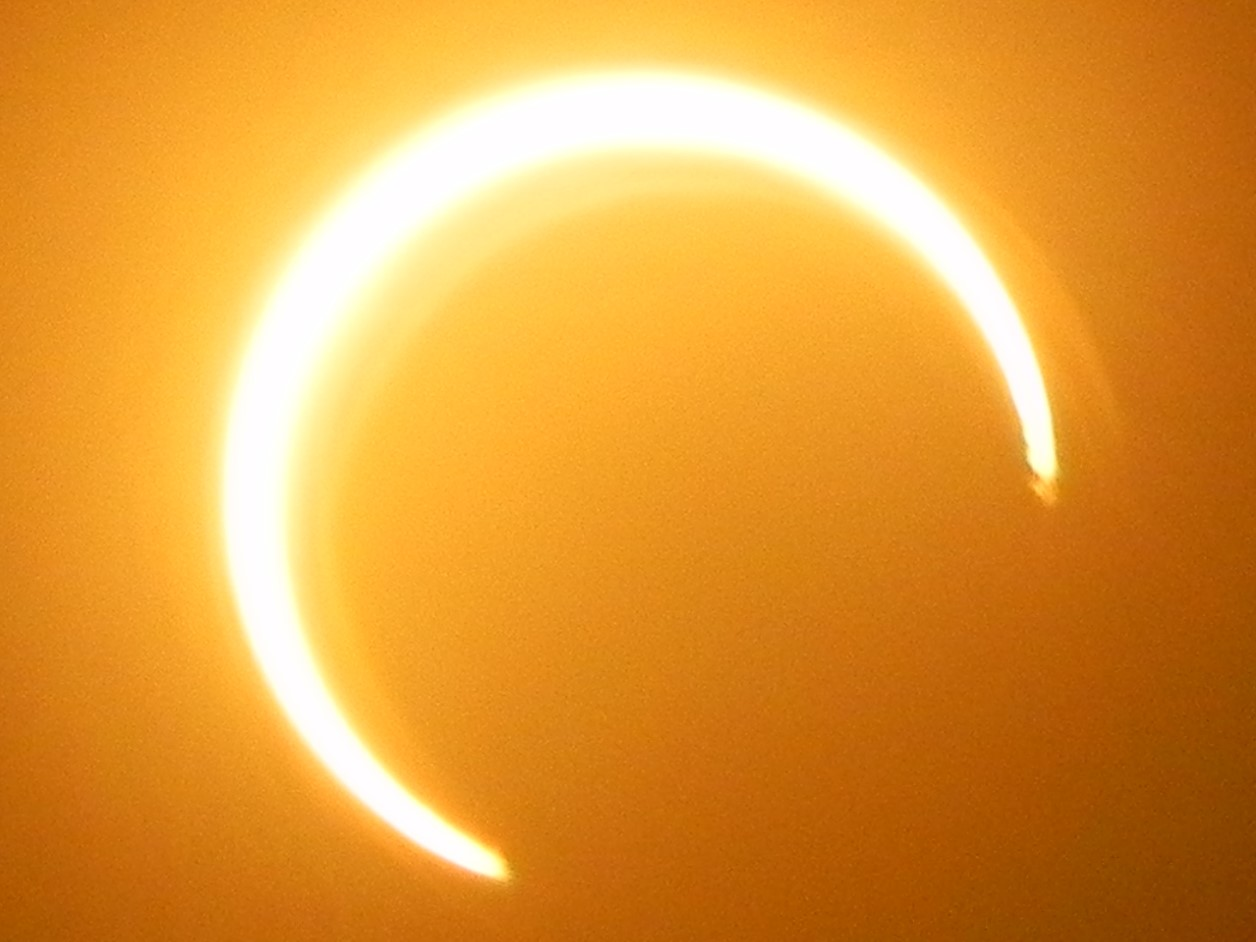
Nhật thực một phần tại Sana'a, Yemen, 5:09 UTC
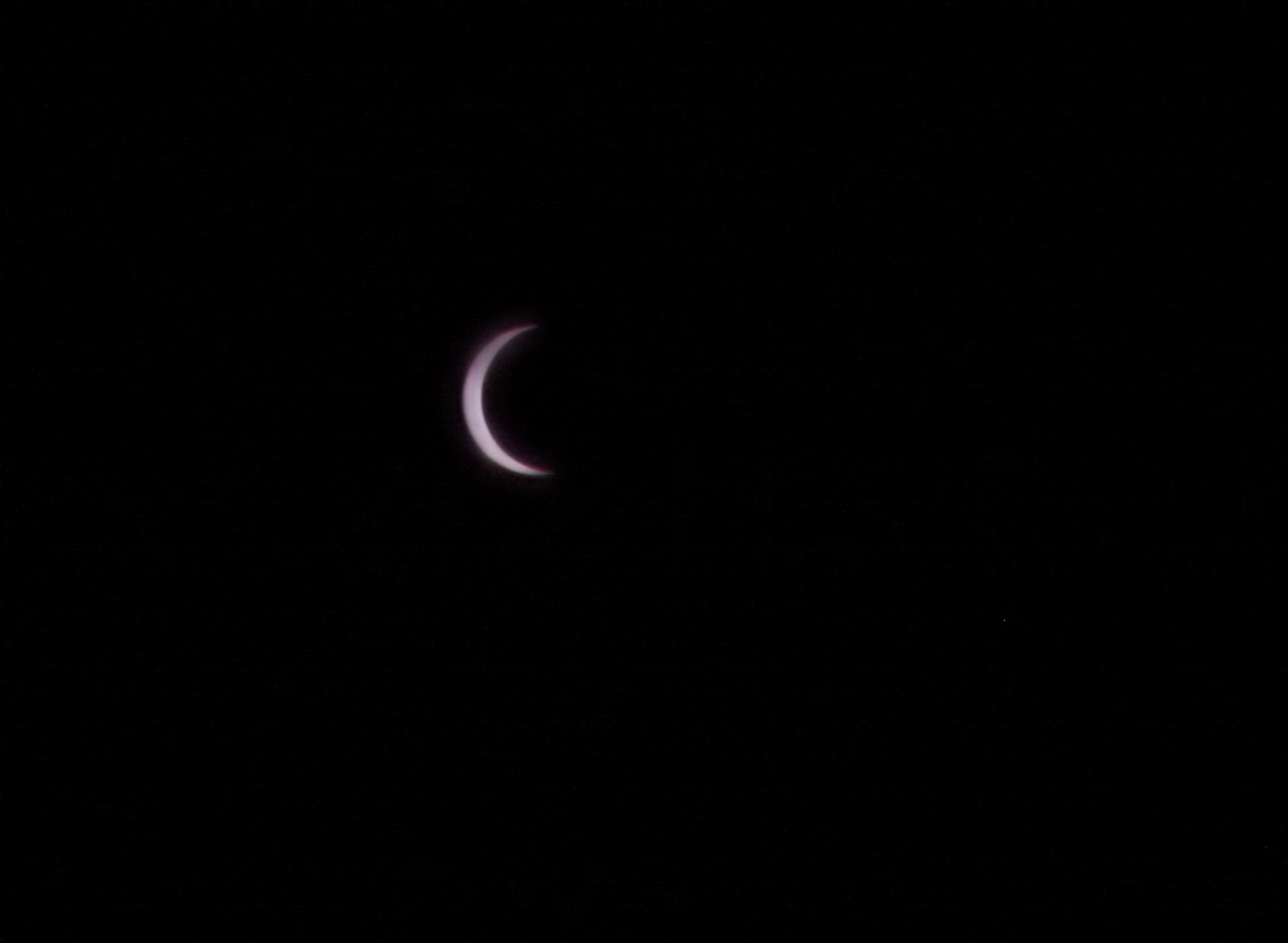
Nhật thực một phần tại Kathmandu, Nepal, 6:51 UTC
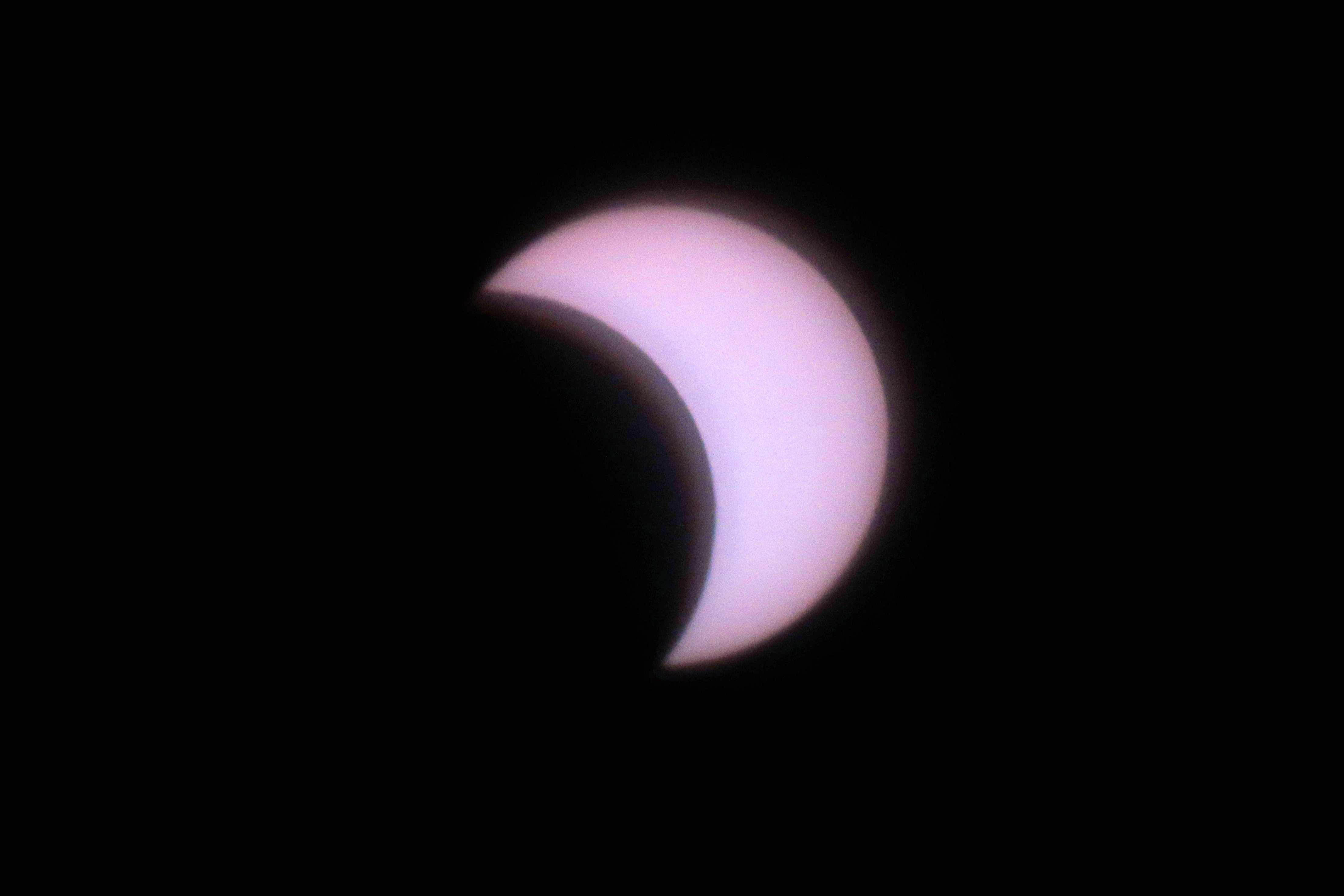
Nhật thực một phần tại Bắc Kinh, Trung Quốc, 7:50 UTC
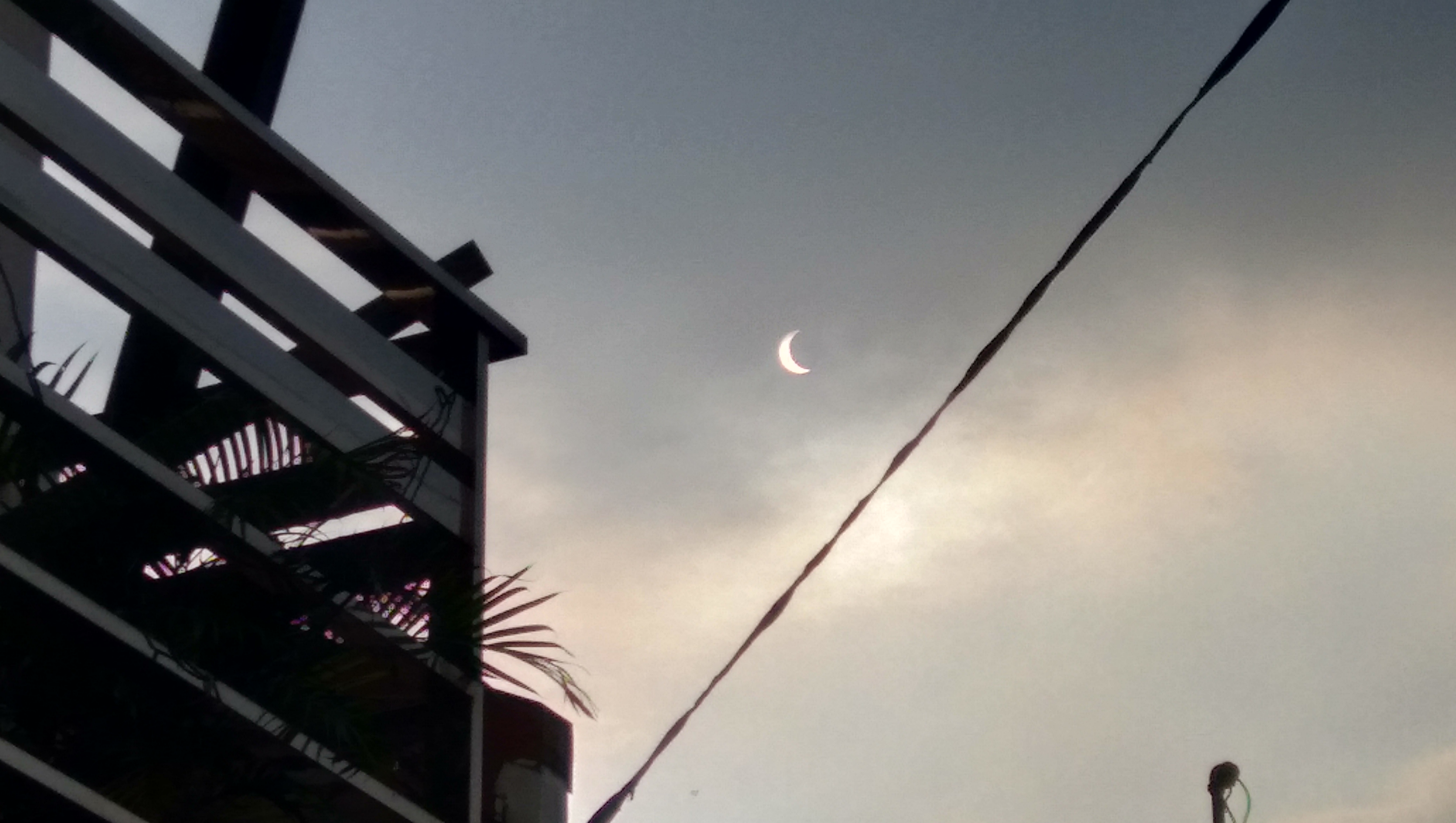
Nhật thực một phần tại San Jose del Monte, Philippines, 8:23 UTC
Ảnh vệ tinh himawari Nhật Bản

## Những lần nhật thực liên quan

### Các lần thiên thực năm 2020
- Nguyệt thực nửa tối ngày 10 tháng 1.
- Nguyệt thực nửa tối 5 tháng 6.
- Nhật thực hình khuyên 21 tháng 6.
- Nguyệt thực nửa tối 5 tháng 7.
- Nguyệt thực nửa tối 30 tháng 11.
- Nhật thực toàn phần 14 tháng 12.

### Tzolkinex
- Trước: Nhật thực 10 tháng 5 năm 2013
- Sau: Nhật thực 2 tháng 8 năm 2027

### Chu kỳ nửa Saros
- Trước: Nguyệt thực 15 tháng 6 năm 2011
- Sau: Nguyệt thực 26 tháng 6 năm 2029

### Tritos
- Trước: Nhật thực 22 tháng 7 năm 2009
- Sau: Nhật thực 21 tháng 5 năm 2031

### Solar Saros 137
- Trước: Nhật thực 10 tháng 6 năm 2002
- Sau: Nhật thực 2 tháng 7 năm 2038

### Inex
- Trước: Nhật thực 11 tháng 7 năm 1991
- Sau: Nhật thực 31 tháng 5 năm 2049

### Triad
- Trước: Nhật thực 21 tháng 8 năm 1933
- Sau: Nhật thực 23 tháng 4, 2107

### Các lần nhật thực từ 2018 đến 2021
Mỗi một lượt trong chuỗi chu kỳ nhật thực lặp lại sau khoảng 177 ngày và 4 giờ (một chu kỳ) tại các giao điểm xen kẽ của quỹ đạo Mặt Trăng.
Lưu ý: Nhật thực một phần vào ngày 15 tháng 2 năm 2018 và ngày 11 tháng 8 năm 2018, xảy ra trong loạt kỳ.
| Nhật thực từ năm 2018 đến 2021 | Nhật thực từ năm 2018 đến 2021 | Nhật thực từ năm 2018 đến 2021 | Nhật thực từ năm 2018 đến 2021 | Nhật thực từ năm 2018 đến 2021 | Nhật thực từ năm 2018 đến 2021 | Nhật thực từ năm 2018 đến 2021 |
| ------------------------------ | ------------------------------ | ------------------------------ | ------------------------------ | ------------------------------ | ------------------------------ | ------------------------------ |
| Điểm nút giảm                  | Điểm nút giảm                  | Điểm nút giảm                  |                                | Điểm nút tăng                  | Điểm nút tăng                  | Điểm nút tăng                  |
| Saros                          | Bản đồ                         | Gamma                          | Saros                          | Bản đồ                         | Gamma                          |                                |
| 117 Từ Melbourne, Úc           | 13 tháng 7, 2018 Một phần      |                                | 122 Từ Nakhodka, Nga           | 6 tháng 1, 2019 Một phần       |                                |                                |
| 127 Từ La Serena, Chile        | 2 tháng 7, 2019 Toàn phần      |                                | 132                            | 26 tháng 12, 2019 Hình khuyên  |                                |                                |
| 137                            | 21 tháng 6, 2020 Hình khuyên   |                                | 142                            | 14 tháng 12, 2020 Toàn phần    |                                |                                |
| 147 từ Hà Lan                  | 10 tháng 6, 2021 Hình khuyên   |                                | 152                            | 4 tháng 12, 2021 Toàn phần     |                                |                                |

### Saros 137
Nó là một phần của chu kỳ Saros 137, lặp lại cứ sau 18 năm, 11 ngày, chứa 70 sự kiện. Chuỗi bắt đầu với nhật thực một phần vào ngày 25 tháng 5 năm 1389. Nó gồm nhật thực toàn phần từ ngày 20 tháng 8 năm 1533 đến ngày 6 tháng 12 năm 1695, lần nhật thực lai đầu tiên từ ngày 17 tháng 12 năm 1713 đến ngày 11 tháng 2 năm 1804, lần nhật thực hình khuyên đầu tiên từ ngày 21 tháng 2 năm 1822 đến ngày 25 tháng 3 năm 1876, lần thứ hai của nhật thực lai từ ngày 6 tháng 4 năm 1894 đến ngày 28 tháng 4 năm 1930 và lần thứ hai của nhật thực hình khuyên từ ngày 9 tháng 5 năm 1948 đến ngày 13 tháng 4 năm 2507. Nhật thực cuối cùng của chuỗi là nhật thực một phần vào ngày 28 tháng 6 năm 2633. Thời gian toàn phần dài nhất là 2 phút, 55 giây vào ngày 10 tháng 9 năm 1569. Solar Saros 137 có 55 lần nhật thực từ ngày 20 tháng 8 năm 1533 đến ngày 13 tháng 4 năm 2507 (973,62 năm). Đó là gần 1 thiên niên kỷ!
| Chuỗi sự kiện 30-40 xuất hiện trong khoảng từ năm 1901 đến 2100: | Chuỗi sự kiện 30-40 xuất hiện trong khoảng từ năm 1901 đến 2100: | Chuỗi sự kiện 30-40 xuất hiện trong khoảng từ năm 1901 đến 2100: |
| 30                                                               | 31                                                               | 32                                                               |
| ---------------------------------------------------------------- | ---------------------------------------------------------------- | ---------------------------------------------------------------- |
| 17 tháng 4 năm 1912                                              | 28 tháng 4 năm 1930                                              | 9 tháng 5 năm 1948                                               |
| 33                                                               | 34                                                               | 35                                                               |
| 20 tháng 5 năm 1966                                              | 30 tháng 5 năm 1984                                              | 10 tháng 6 năm 2002                                              |
| 36                                                               | 37                                                               | 38                                                               |
| 21 tháng 6 năm 2020                                              | 2 tháng 7 năm 2038                                               | 12 tháng 7 năm 2056                                              |
| 39                                                               | 40                                                               |                                                                  |
| 24 tháng 7 năm 2074                                              | 3 tháng 8 năm 2092                                               |                                                                  |

### Chu kỳ Inex
Nhật thực này là một phần của chu kỳ inex dài, lặp lại tại các điểm nút xen kẽ, cứ sau 358 tháng (≈ 10.571,95 ngày hoặc 29 năm trừ đi 20 ngày). Sự xuất hiện và kinh độ là không đều do thiếu đồng bộ hóa với tháng dị thường (khoảng thời gian cận điểm). Tuy nhiên, các nhóm gồm 3 chu kỳ inex (≈ 87 năm trừ 2 tháng) đến gần (1.151,02 tháng dị thường), do đó nhật thực không khác gì so với các nhóm trên.
Vào thế kỷ 18:
- Solar Saros 127: Nhật thực toàn phần 08 tháng 1, 1731
- Solar Saros 128: Nhật thực hình khuyên 19 tháng 12, 1759
- Solar Saros 129: Nhật thực hình khuyên 27 tháng 11, 1788

| Chuỗi sự kiện Inex trong khoảng từ năm 1801 đến 2200: | Chuỗi sự kiện Inex trong khoảng từ năm 1801 đến 2200: | Chuỗi sự kiện Inex trong khoảng từ năm 1801 đến 2200: |
| ----------------------------------------------------- | ----------------------------------------------------- | ----------------------------------------------------- |
| Gần cận điểm mặt trăng                                | Sau điểm xa mặt trăng nhất                            | Trước điểm xa mặt trăng nhất                          |
| 9 tháng 11, 1817 (Saros 130)                          | 20 tháng 10, 1846 (Saros 131)                         | 29 tháng 10, 1875 (Saros 132)                         |
| 9 tháng 9, 1904 (Saros 133)                           | 21 tháng 8, 1933 (Saros 134)                          | 31 tháng 7, 1962 (Saros 135)                          |
| 11 tháng 7, 1991 (Saros 136)                          | 21 tháng 6, 2020 (Saros 137)                          | 31 tháng 5, 2049 (Saros 138)                          |
| 11 tháng 5, 2078 (Saros 139)                          | 23 tháng 4, 2107 (Saros 140)                          | April 1 tháng 4, 2136 (Saros 141)                     |
| 12 tháng 3, 2165 (Saros 142)                          | 21 tháng 2, 2194 (Saros 143)                          |                                                       |

Vào thế kỷ 23:
- Solar Saros 144: Nhật thực hình khuyên 01 tháng 2, 2223
- Solar Saros 145: Nhật thực toàn phần 12 tháng 6, 2252
- Solar Saros 146: Nhật thực hình khuyên 22 tháng 12, 2280

### Chu kỳ Meton
Chu kỳ Meton lặp lại mỗi 19 năm (6939,69 ngày), và kéo dài 5 chu kỳ. Ngoài ra, chu kỳ con lặp lại 1/5 của chu kỳ đó, tức là 3,8 năm (1387,94 ngày). Tất cả nhật thực trong bảng này xảy ra tại điểm nút tăng của Mặt Trăng.
| 21 sự kiện nhật thực từ 21 tháng 6, 1982 đến 21 tháng 6, 2058 | 21 sự kiện nhật thực từ 21 tháng 6, 1982 đến 21 tháng 6, 2058 | 21 sự kiện nhật thực từ 21 tháng 6, 1982 đến 21 tháng 6, 2058 | 21 sự kiện nhật thực từ 21 tháng 6, 1982 đến 21 tháng 6, 2058 | 21 sự kiện nhật thực từ 21 tháng 6, 1982 đến 21 tháng 6, 2058 |
| 21 tháng 6                                                    | 8-9 tháng 4                                                   | 26 tháng 1                                                    | 13-14 tháng 11                                                | 1-2 tháng 9                                                   |
| 107                                                           | 109                                                           | 111                                                           | 113                                                           | 115                                                           |
| ------------------------------------------------------------- | ------------------------------------------------------------- | ------------------------------------------------------------- | ------------------------------------------------------------- | ------------------------------------------------------------- |
| 21 tháng 6, 1963                                              | 9 tháng 4, 1967                                               | 26 tháng 1, 1971                                              | 14 tháng 11, 1974                                             | 2 tháng 9, 1978                                               |
| 117                                                           | 119                                                           | 121                                                           | 123                                                           | 125                                                           |
| 21 tháng 6, 1982                                              | 9 tháng 4, 1986                                               | 26 tháng 1, 1990                                              | 13 tháng 11, 1993                                             | 2 tháng 9, 1997                                               |
| 127                                                           | 129                                                           | 131                                                           | 133                                                           | 135                                                           |
| 21 tháng 6, 2001                                              | 8 tháng 4, 2005                                               | 26 tháng 1, 2009                                              | 13 tháng 11, 2012                                             | 1 tháng 9, 2016                                               |
| 137                                                           | 139                                                           | 141                                                           | 143                                                           | 145                                                           |
| 21 tháng 6, 2020                                              | 8 tháng 4, 2024                                               | 26 tháng 1, 2028                                              | 14 tháng 11, 2031                                             | 2 tháng 9, 2035                                               |
| 147                                                           | 149                                                           | 151                                                           | 153                                                           | 155                                                           |
| 21 tháng 6, 2039                                              | 9 tháng 4, 2043                                               | 26 tháng 1, 2047                                              | 14 tháng 11, 2050                                             | 2 tháng 9, 2054                                               |
| 157                                                           |                                                               |                                                               |                                                               |                                                               |
| 21 tháng 6, 2058                                              |                                                               |                                                               |                                                               |                                                               |